# 鈴木媛子
鈴木 媛子（すずき ひめこ、2000年1月7日 - ）は、日本の女性アイドル。スターレイプロダクション所属。千葉県出身。

## 人物
愛称はちめこ。元ジュネス☆プリンセス2期生。PiiiiiiiN候補生。空手初段。特技は回し蹴り。「優しい魔法のとなえ方2014」にて初舞台・初主演。
7人組のアイドルグループ、buGG[バグ]メンバー。

## 出演

### 舞台
- ヒロセプロジェクト「優しい魔法のとなえ方2014[2]」（2014年10月29日 - 11月3日、ラゾーナ川崎プラザソル） - チームR 主演 五十嵐あんず 役
- アリスインプロジェクト「新・戦国降臨ガール[3]」（2015年10月21日 - 25日、全労済ホール スペース・ゼロ） - 武の組 竹中半兵衛 役
- アリスインプロジェクト「みちこのみたせかい[4]」（2016年5月5日 - 8日、新宿村LIVE） - 加山あけび 役

## ユニット
- ジュネス☆プリンセス（2014年5月 - 2015年7月） - 第二期メンバー[5]
- ネオカルドラガッツェ（2015年8月 - 2016年1月） - 鈴木媛子、冨田麗、高橋那月、松本美貴[6]
- ニュートラル（2016年1月 - 2016年7月） - 鈴木媛子、松本美貴、奥井亜実、森下愛梨の4人組アイドルユニット。ジュネス所属。[7]
- PPP! PiXiON（2017年7月 - 2018年8月）

- buGG（2018年10月 - ）